# Shūma Kusumoto
Shūma Kusumoto (japanisch 楠元 秀真 Kusumoto Shūma; * 12. September 1992 in der Präfektur Chiba) ist ein japanischer Fußballspieler.

## Karriere
Kusumoto erlernte das Fußballspielen in der Schulmannschaft der Keiai Gakuen High School und der Universitätsmannschaft der Sanno Institute of Management. Seinen ersten Vertrag unterschrieb er 2015 bei Yokohama FC. Der Verein spielte in der zweithöchsten Liga des Landes, der J2 League. Für den Verein absolvierte er 15 Ligaspiele. 2018 wechselte er zum Drittligisten Kataller Toyama. Für den Verein absolvierte er vier Ligaspiele. 2019 wechselte er zu Toho Titanium SC.